# حلز
حلز أو حلزون أو قوقع (الاسم العلمي: Helix) هو جنس قواقع أرضية من الرخويات بطنيات القدم وينتمي إلى فصيلة الحلزونيات. أوطانه أوروبا والمناطق المحيطة لبحر الأبيض المتوسط.

## الأنواع
من أنواعه:
- حلزون كرمي
- حلزون بستاني